# 모타즈 아자이자
모타즈 힐랄 아자이자(1999년 1월 30일 ~ , 아랍어: معتز هلال عزايزة)는 팔레스타인 가자 지구 출신의 사진 작가이다. 이스라엘-하마스 전쟁을 취재한 것으로 유명하며 소셜 미디어에서 많은 팔로워를 끌어모았다. 2023년에는 이스라엘의 공습으로 잔해에 갇힌 소녀의 모습을 담은 사진과 함께 《GQ》 중동판이 선정한 올해의 남자로 선정되었고 《타임》이 선정한 2023년 최고의 사진 톱 10 중 하나로 선정되었다. 또한 《타임》이 선정한 2024년 가장 영향력 있는 100인 명단에 이름을 올렸다.

## 생애 초반과 교육
아자이자는 이스라엘이 점령한 가자 지구의 데이르알발라 난민 캠프에서 성장했다. 가자 지구의 알아즈하르 대학교에 재학하고 2021년에 영어학 학위를 받고 졸업했다. 2023년 당시에는 유엔 팔레스타인 난민 구호 사업 기구(UNRWA)에 고용되어 있었다.

## 경력

### 경력 초반
이스라엘-하마스 전쟁 이전에 아자이자의 온라인 게시물은 대부분 그의 고향인 가자 지구의 일상을 촬영하는 데 초점이 맞춰졌다. 그는 《가디언》과의 인터뷰에서 전쟁 저널리스트가 될 생각이 없으며 "사람들이 저를 예술로 알고 주변에 있는 사람들의 아름다움을 포착하고 싶었습니다."고 말했다. 《그라치아》 영국판에 따르면 그의 꿈은 여행 사진 작가가 되는 것이었지만 비자 비용을 감당할 수 없었다고 한다. 2014년 프로텍티브 에지 작전과 2021년 이스라엘–팔레스타인 위기를 취재했지만 당시 그의 소셜 미디어 계정은 큰 관심을 얻지 못했다. 아자이자는 가자 지구에서 활동하던 주요 기자가 되었는데 이스라엘과 이집트 정부의 봉쇄 정책으로 인해 가자 지구에는 외국인 기자가 거의 없었기 때문이다.

### 2023년
2023년에 일어난 10월 7일 하마스의 이스라엘 공격 이전에 아자이자의 인스타그램 계정은 약 25,000명의 팔로워를 보유하고 있었다. 10월 13일에는 그의 인스타그램 계정이 제한되었다가 다음 날에 액세스가 복구되었다. 그의 인스타그램 계정 팔로워 수는 10월 17일까지 100만 명, 10월 30일까지 900만 명, 11월 3일까지 1,250만 명, 11월 7일까지 1,300만 명으로 증가했다. 2023년 12월 27일 기준으로 아자이자의 인스타그램 계정은 1,750만 명의 팔로워를 보유하고 있었으며 2024년 1월까지 1,800만 명 이상의 팔로워를 보유하고 있었다.
《GQ》 중동판은 2023년 11월에 그를 올해의 남자로 선정했다. 《GQ》 중동판의 편집자인 아흐마드 알리 스와이드는 "그는 우리가 누구든 어디에서 왔는지에 관계없이 우리가 원하는 바로 그 변화를 실현할 수 있는 권한을 가진 사람은 바로 우리, 즉 일반인, 남성, 여성이라는 것을 상기시켜 줍니다."라고 밝혔다.
2023년 이스라엘-하마스 전쟁 당시 가자지구를 광범위하게 취재한 아자이자의 사진 《내 카메라를 통해 그녀를 보기》는 《타임》이 선정한 2023년 최고의 사진 10장 가운데 하나로 선정되었다. 10월 말에 이스라엘의 가자 지구 공습 이후부터 아자이자는 카메라의 낮은 셔터 속도를 이용해 이 순간을 포착했고 알누사이라트 난민 캠프에서 잔해에 갇힌 어린 소녀의 모습이 공개되었다. 아자이자는 이러한 기술을 통해 민방위 구조대원의 불빛이 그녀의 얼굴을 비추기 전에 육안으로 그녀의 상태를 확인할 수 없는 어둠 속에서 그녀를 목격할 수 있었다. 그러다가 이스라엘의 가자 지구 공습이 계속되면서 아자이자는 소셜 미디어에 더 이상 가자 지구에서 보도 활동을 지속하기 어렵다는 의견을 남겼다.

### 2024년
아자이자는 2024년 1월에 아자이자는 미국 MSNBC에서 방영된 메흐디 하산의 마지막 쇼에 출연하여 이스라엘 군대의 폭격으로 인한 가자 지구에서의 언론 보도의 위험성에 대해 논의했다. 아자이자와 그의 가족 일부는 108일 간의 보도 끝에 그달 말에 처음으로 비행기를 타고 이집트로 대피한 다음에 엘아리시 공항을 거쳐 카타르 도하에 도착했다. 그 후 아자이자는 장관, 외교관, 언론 인사들과 만나 자신의 이야기를 공유하기 시작했으며 가자 지구에서 벌어지고 있는 일을 방송하려는 그의 시도가 상황을 바꾸지 않았다는 사실에 불만을 품었다.
아자이자는 2024년 2월 26일에 튀르키예 이스탄불로 날아가 "더 많은 것을 보여주고, 말하고, 말하기" 여행을 시작했다. 아자이자는 다음 날에 2023년 TRT 세계시민상을 수상했다. 그 후 3월 8일에 스위스 제네바로 가서 파라 나불시, 모하메드 자발리와 함께 자발리 감독의 영화 《라이프 이스 뷰티풀》 시사회에 패널로 출연했다. 아자이자는 4월에 미국의 여러 대학교를 방문하여 대담을 나눴고 언론인보호위원회(CPJ) 패널로 참여했다. 5월에는 영국 런던으로 가서 팔레스타인 지지 시위에 참여하고 나크바(재앙)의 날 연설을 했다.
아자이자는 4월에 《타임》이 선정한 2024년 가장 영향력 있는 100인 명단에 올랐다. 6월에 아자이자는 프랑스 노르망디에서 자유상을 수상했다.
2024년 8월에는 영국의 음악 밴드인 매시브 어택의 잉글랜드 브리스틀 콘서트 무대에 초청받아 3만 명 이상의 관객들 앞에서 연설을 가졌다. 아자이자는 북아일랜드 데리를 방문하여 릴리언 시노이바르 데리 시장의 환영을 받았고 데리 출신 배우인 제이미리 오도넬과 인터뷰를 가졌다. 아자이자는 2024년 노벨 평화상 후보에 오른 팔레스타인 출신 언론인 4명 가운데 한 명이었다. 9월에는 영국방송공사(BBC)의 뉴스 프로그램인 《하드토크》(HARDTALK)에 출연했다.

## 개인 생활
2023년 10월 11일에 이스라엘-하마스 전쟁 발발 직후에 벌어진 이스라엘 군대의 데이르알발라 난민 캠프 공습으로 인해 아자이자의 친척 가운데 최소 15명이 사망했다.  아자이자는 2024년 2월에 《가디언》과 가진 인터뷰에서 가자 지구를 떠난 후 겪은 충격적인 회상과 죄책감, 절망감에 대해 언급했다.